# Контрактуалізм
Контрактуалізм (англ. contractualism) — термін у філософії, який відноситься або до сімейства політичних теорій у традиції суспільного договору (при використанні в цьому значенні цей термін є загальним терміном для всіх теорій суспільного договору, які включають контрактарство),  або для теорії етики, яка розроблена в останні роки Т. М. Скенлоном (T. M. Scanlon), особливо в його книзі «Чим ми зобов'язані один одному» (What We Owe to Each Other) (опублікована 1998 р.). 
Теоретики суспільного договору з історії політичної думки включають Гуго Гроція (1625), Томаса Гоббса (1651), Самуеля Пуфендорфа (1673), Джона Локка (1689), Жана-Жака Руссо (1762) та Іммануїла Канта (1797); з більш новітніх теоретиків виділяються Джон Ролз (1971), Девід Готьє (David Gauthier) (1986) і Філіп Петіт (Philip Pettit) (1997).

## Подальше читання
- Ashford, Elizabeth and Mulgan, Tim. 2007. 'Contractualism'. In Edward N. Zalta (ed.), Stanford Encyclopedia of Philosophy (accessed October 2007).
- Cudd, Ann. 2007. 'Contractarianism'. In Edward N. Zalta (ed.), The Stanford Encyclopedia of Philosophy. (Summer 2007 Edition).
- Scanlon, T. M. 1998. What We Owe to Each Other. Cambridge, Massachusetts
- Scanlon, T. M. 2003. The Difficulty of Tolerance: Essays in Political Philosophy. Cambridge University Press
- Контрактуалізм в політичній філософії Дж. Ролза та Ю. Габермаса: порівняльний аналіз / Д.В. Усов // Культура народов Причерноморья. — 2013. — № 262. — С. 176-180. — Бібліогр.: 7 назв. — укр